# Острув (гміна Войславичі)
Острув (пол. Ostrów) — село в Польщі, у гміні Войславичі Холмського повіту Люблінського воєводства. Населення — 117 осіб (2011).

## Історія
За даними етнографічної експедиції 1869—1870 років під керівництвом Павла Чубинського, у селі здебільшого проживали римо-католики, проте населення переважно розмовляло українською мовою.
У 1975—1998 роках село належало до Холмського воєводства.

## Демографія
Демографічна структура станом на 31 березня 2011 року:
|          | Загалом | Допрацездатний вік | Працездатний вік | Постпрацездатний вік |
| -------- | ------- | ------------------ | ---------------- | -------------------- |
| Чоловіки | 62      | 11                 | 43               | 8                    |
| Жінки    | 55      | 8                  | 28               | 19                   |
| Разом    | 117     | 19                 | 71               | 27                   |